# Белянкино (Казань)
Белянкино (тат. Белянкино, Belänkino, тат. Сәет, Säyet) — посёлок в Советском районе Казани.

## Расположение
Белянкино расположено в северо-восточной части Казани, недалеко от реки Киндерка и со всех сторон окружено одноимённым садовым товариществом.

## История
Предположительно, возникла не позднее периода Казанского ханства. В писцовой книге 1561/62 годов и 1647—1656 годов упоминается как Сеитово; в 1686 году упоминается как Белянкино, Сеитово тож.
Четвёртая ревизия 1781 года выявила в деревне 102 ревизские души помещичьих крестьян.
На конец XIX века деревня имела земельный надел площадью 63,5 десятины; кроме сельского хозяйства значительная часть населения деревни занималась ломкой камня; в церковно-административном отношении входила в приход села Царицыно Воскресенской волости.
С середины XIX века до 1924 года деревня входила в Кощаковскую волость Казанского уезда Казанской губернии (с 1920 года — Арского кантона Татарской АССР), после укрупнения волостей в 1924 году Белянкино отошло к Воскресенской волости. После введения районного деления в Татарской АССР в составе Казанского пригородного (1927—1938), Столбищенского (1938—1959), Высокогорского (1959—1963), Пестречинского (1963—1965) и вновь Высокогорского (1965—1998) районов Татарской АССР (Республики Татарстан). На низшем административном уровне Белянкино в советское время входило в Чебаксинский сельсовет, образованный в 1918 году, а с 1959 года в Константиновский сельсовет (с 2005 года сельское поселение).
В 2008 году деревня присоединена к Советскому району Казани.

## Улицы
- Заречная (тат. Елга аръягы урамы, Yılğa aryağı uramı). Проходя параллельно реке Киндерке, заканчивается пересечением с Родниковой улицей.
- Родниковая (тат. Чишмәле урам, Çişmäle uram). Начинаясь от безымянного проезда внутри СНТ «Белянкино», заканчивается пересечением с Заречной улицей.

## Транспорт
Ближайшая остановка общественного транспорта находится в посёлке Аки. С конца 1980-х по вторую половину 1990-х в Белянкино ходил автобус № 48 из Дербышек.